# NGC 6181
NGC 6181 este o galaxie situată în constelația Hercule. A fost descoperită în 1788 de către William Herschel. Se află la o distanță de 33,57 de megaparseci de Pământ.